# تایلر اسکاگس
تایلر اسکاگس (انگلیسی: Tyler Skaggs؛ ۱۳ ژوئیهٔ ۱۹۹۱ – ۱ ژوئیهٔ ۲۰۱۹) بازیکن بیس‌بال اهل ایالات متحده آمریکا بود.
از باشگاه‌هایی که در آن بازی کرده‌است می‌توان به لس آنجلس آنجلز اشاره کرد.